# Lipastrotethya hilgendorfi
Lipastrotethya hilgendorfi är en svampdjursart som först beskrevs av Thiele 1898.  Lipastrotethya hilgendorfi ingår i släktet Lipastrotethya och familjen Dictyonellidae. Inga underarter finns listade i Catalogue of Life.